# Édouard Letailleur
Pour les articles homonymes, voir Letailleur.
Édouard Letailleur, né le 2 février 1897 à Oye-Plage, dans le Pas-de-Calais, en France, et mort le 10 août 1976 à Corbeil-Essonnes, est un écrivain français, auteur de roman policier.

## Biographie
Fils d'un médecin, dont il ne veut pas prendre la relève, il travaille comme éleveur de cochons, hôtelier puis comme agent immobilier. 
De 1932 à 1937, il publie dix romans d'énigme situés dans un univers aristocratique et bourgeois dans lesquels « la psychologie [..] tient une place de choix (et dont le) principal attrait provient de leur atmosphère d'angoisse et de terreur ».
Selon le Dictionnaire des littératures policières, « les avis divergent quant à l'intérêt de l'œuvre : certains louent son ambiance fantasmatique et son originalité, d'autres regrettent l'insignifiance des intrigues, la transparence des personnages et la pauvreté des dénouements ».

## Œuvre

### Romans
- Les Yeux du masque, Paris, Éditions Gallimard, coll. « Les Chefs-d'œuvre du roman d'aventures » (1932)
- Un crime en Sologne, Paris, Éditions Gallimard, coll. « Les Chefs-d'œuvre du roman d'aventures » (1933)
- La Peur qui rôde, Paris, Éditions Gallimard, coll. « Les Chefs-d'œuvre du roman d'aventures » (1933)
- Le Cimetière des lépreux, Paris, Éditions Gallimard, coll. « Détective » no 6 (1934)
- Perkane, le démon de la nuit, Paris, Éditions Gallimard, coll. « Détective » no 22 (1934)
- La Demeure de Satan, Paris, Éditions Gallimard, coll. « Détective » no 31 (1934)
- Danse de mort, Paris, Éditions Gallimard, coll. « Détective » no 40 (1935)
- Le Squelette de la rue Scribe, Paris, Éditions Gallimard, coll. « Détective » no 55 (1936)
- La Douzième Heure, Paris, Éditions Gallimard, coll. « Détective » no 67 (1936)
- Le Crieur des morts, Paris, Éditions Gallimard, coll. « Détective » 2e série no 5 (1937)

### Sources
: document utilisé comme source pour la rédaction de cet article.
- Claude Mesplède (dir.), Dictionnaire des littératures policières, vol. 2 : J - Z, Nantes, Joseph K, coll. « Temps noir », 2007, 1086 p. (ISBN 978-2-910-68645-1, OCLC 315873361), p. 195-196.